# Open di Zurigo 2000
L'Open di Zurigo 2000 è stato un torneo femminile di tennis giocato sul cemento indoor. È stata la 17ª edizione del torneo, che fa parte della categoria Tier I nell'ambito del WTA Tour 2000. si è giocato nell'Hallenstadion di Zurigo in Svizzera, dal 9 al 15 ottobre 2000.

## Campionesse

### Singolare
Martina Hingis ha battuto in finale  Lindsay Davenport con il punteggio di 6–4, 4–6, 7–5

### Doppio
Martina Hingis /  Anna Kurnikova hanno battuto in finale  Kimberly Po /  Anne-Gaëlle Sidot con il punteggio di 6–3, 6–4